# كريم عبدال
كريم عبدال (3 يوليو 1992 في الكاميرون - ) هو لاعب كرة سلة ولاعب كرة قدم فلبيني في مركز لاعب الوسط (كرة سلة). لعب مع Dolphins United F.C. ‏.

## وصلات خارجية
- كريم عبدال على موقع قاعدة بيانات كرة القدم.إي يو (الإنجليزية)